# Polimorfismo de nucleótido único

La cadena de ADN en 1 difiere de la del ADN en 2 en un solo par de bases

Un polimorfismo puntual, también denominado de un solo nucleótido o SNP (Single Nucleotide Polymorphism, pronunciado snip), es una variación en la secuencia de ADN que afecta a una sola base (adenina (A), timina (T), citosina (C) o guanina (G)) de una secuencia del genoma. Sin embargo, generalmente se considera que cambios de unos pocos nucleótidos, como también pequeñas inserciones y deleciones (indels) pueden ser consideradas como SNP. Una de estas variaciones debe darse al menos en un 1% de la población para ser considerada como un SNP. Si no se llega al 1% no se considera SNP y sí una mutación puntual. En ocasiones estas variaciones de nucleótido único se asocian a otro término conocido como SNV (Single Nucleotide Variant), que a diferencia de los SNPs carece de limitaciones de frecuencia.
Los  SNPs por sí mismos no proporcionan información sobre genes específicos; simplemente indican una localización cromosómica que es probable que esté estrechamente asociada con un fenotipo dado.
Sin embargo, su estudio permite obtener más información sobre la estructura de las poblaciones a nivel genético y cómo estos se pueden correlacionar con ciertas enfermedades. Aunque un SNP no esté directamente relacionado con una enfermedad, puede usarse como un marcador para esta. 
Los SNP constituyen hasta el 90% de todas las variaciones genómicas humanas, y aparecen cada 1,300 bases en promedio, a lo largo del genoma humano. Dos tercios de los SNP corresponden a la sustitución de una citosina (C) por una timina (T). Estas variaciones en la secuencia del ADN pueden afectar a la respuesta de los individuos a enfermedades, bacterias, virus, productos químicos, fármacos, etc..
Los SNP que se localicen dentro de una secuencia codificante pueden modificar o no la cadena de aminoácidos que producen; se llama SNP no-sinónimos a los primeros y SNP sinónimos (o mutaciones silenciosas) a los segundos. Los SNP que se encuentren en regiones no codificantes pueden tener consecuencias en el proceso de traducción, sobre todo en procesos como el splicing, la unión de factores de transcripción o modificar la secuencia de ARN no codificante. En cualquier caso, los SNP que alteren de algún modo la expresión génica reciben el nombre de SNPe (SNP de expresión) y pueden encontrarse tanto aguas arriba como aguas abajo de la secuencia codificante. 
Por otra parte, aunque pueden estar tanto en regiones codificantes como en regiones intrónicas o intergénicas, los SNP que afectan a las regiones codificantes son los que más impacto tienen sobre la función de una proteína (si bien podrían no alterar la secuencia aminoacídica como consecuencia de la degeneración del código genético). Por otra parte, cualquier tipo de SNP puede estar relacionado con una enfermedad o tener asociado un fenotipo observable, de forma que:
- Ciertos SNP en las regiones no codificantes de algunos genes correlacionan con un aumento en la probabilidad de desarrollar cáncer.[3]
- Algunos SNP en regiones codificantes consistentes en sustituciones sinónimas, pese a no modificar la secuencia aminoacídica de la proteína, podrían alterar su función. Esto ocurre, por ejemplo, en el caso del receptor de resistencia múltiple a drogas 1 (MDR1), donde un SNP de mutación silenciosa ralentiza la traducción del péptido naciente, haciendo que se pliegue adoptando una conformación alternativa menos funcional que la estructura tridimensional nativa.[4]
- Los SNP que implican una sustitución con cambio de sentido alteran la secuencia aminoacídica y son los que más frecuentemente están asociados a la aparición de enfermedades. Un ejemplo de esto es el SNP 1580G>T en el gen LMNA, que provoca el cambio de arginina por leucina en la proteína, fenotipo relacionado con enfermedades como la progeria o la displasia mandibuloacral.[5]
- Los SNP sin sentido provocan la aparición de un codón de stop prematuro que trunca la proteína resultante, haciéndola incompleta y normalmente no funcional. Esto se refleja en la mutación G542X en el gen CTFR, causante de la fibrosis quística.[6]

Debido a que los SNP no cambian mucho de una generación a otra (se heredan de forma muy estable), es sencillo seguir su evolución en estudios de poblaciones. También se utilizan en algunos tipos de pruebas genéticas y su estudio es de gran utilidad para la investigación médica en el desarrollo de fármacos. 
Los SNP se consideran una forma de mutación puntual que ha sido lo suficientemente exitosa evolutivamente para fijarse en una parte significativa de la población de una especie y existen marcadores SNP que detectan el cambio de ese único nucleótido.

## Detección
Existen una gran variedad de métodos analíticos que permiten descubrir nuevos SNP e identificar SNP conocidos en las secuencias de ADN. Entre los más destacados, podemos encontrar los siguientes:
- Polimorfismo en la longitud de fragmentos de restricción (SNP-RFLP). Si un alelo contiene un sitio de reconocimiento para una enzima de restricción mientras que otro no, la digestión de los dos alelos genera fragmentos de diferente longitud. Si no existe este punto discriminatorio para la enzima de restricción, a menudo puede introducirse mediante una reacción en cadena de la polimerasa (PCR).
- Técnicas de secuenciación del ADN.[7] Permiten determinar la secuencia de nucleótidos del ADN y han evolucionado en gran medida desde los métodos desarrollados inicialmente por Sanger o Maxam-Gilbert hasta las nuevas técnicas de alto rendimiento (next generation), como Illumina o Ion Torrent, que aúnan una elevada fiabilidad y un menor coste económico. Gracias a estas técnicas de nueva generación también ha sido posible secuenciar genomas completos e incluso identificar 150 millones de variantes de polimorfismo único no descritas, por secuenciación profunda.[8]
- Espectrometría de masas.[9] En concreto, la espectrometría de masas MALDI-TOF (Matrix-Assisted Laser Desorption Ionization Time-Of-Flight), se está desarrollando como alternativa a la electroforesis en gel para visualizar fragmentos de ADN generados de forma análoga al procedimiento seguido en el método de secuenciación Sanger y que pueden ser diferenciados en función de su masa, de manera que los SNP pueden ser detectados por la diferente masa de los distintos nucleótidos que formen la secuencia de ADN en cada caso.
- Electroforesis capilar.[10] Esta técnica de separación se basa en la distinta velocidad de migración a través de un fino capilar de las moléculas de ADN en función de su longitud. Si se emplean fragmentos marcados con fluorocromos es posible detectar diferencias de un solo nucleótido entre distintos fragmentos.
- Cromatografía Líquida Desnaturalizante de Alto Rendimiento (HPLC). Se basa en la distinta capacidad de elución de moléculas de ADN bicatenarias a través de una columna. Así, el gen de interés es amplificado por PCR y, a continuación, desnaturalizado y renaturalizado en presencia de moléculas de ADN silvestre. De este modo, si hay alguna mutación presente, se formarán heterodúplex menos resistentes a las condiciones de elución (lo que implica que abandonarán la columna antes que los homodúplex), dando lugar a tantos picos en el cromatograma como SNP haya en la secuencia analizada.
- Polimorfismo de conformación de cadena simple.[11] Esta técnica se basa en la conformación tridimensional única que adopta una hebra simple de ADN, la cual depende enteramente de su secuencia de nucleótidos. Así, tras desnaturalizar las dobles hebras de ADN (con una movilidad electroforética prácticamente idéntica), se obtienen hebras simples que, aunque difieran en un único nucleótido, podrán diferenciarse mediante electroforesis en función de la movilidad que presenten dada su conformación tridimensional.

Se nombran otros métodos de detección de SNP en el artículo publicado en octubre de 2005 en Nature por el Proyecto HapMap. El proyecto HapMap tuvo la finalidad de desarrollar un mapa de haplotipos del genoma humano. Pretendían ver como se distribuyen los SNPs y así identificar trozos de cromosomas comunes en la población. Estos SNPs se llaman tagging SNPs, que tienen alto desequilibrio de ligamiento, razón por la cual son los marcadores. Sirve para acotar alelos relacionados con enfermedades.[cita requerida]

## Estudios con SNPs
Para el estudio de enfermedades complejas se pueden estudiar los polimorfismos de un solo nucleótido.
Hay que mencionar que los análisis de ligamiento están abriendo paso a los análisis de asociación (GWAS), donde estudiamos SNPs que no varían de generación en generación. En este caso, no se parte de la hipótesis de que la enfermedad sea heredable, se parte de la pregunta de si en la población en general existe una asociación positiva (o lo que es lo mismo, una predisposición) o, por el contrario, una asociación negativa (protección) de determinado haplotipo con la enfermedad.
Los SNPs tienen el mismo origen, lo que no se puede afirmar de los microsatélites. Los SNPs pueden estar en regiones codificantes o intergénicas. Se dice que tienen más impacto aquellas que se encuentran en las regiones codificantes aunque todas pueden tener relación con la enfermedad. Si una enfermedad multifactorial es heredable, muchas de sus variantes estarán asociados a SNPs específicos. La ventaja con estos estudios es que como existe una media de 1 SNP cada 200 pb, podemos mapear muy estrechamente dónde se encuentra nuestra mutación.
En estudios de Metilación del ADN humano, se ha observado un enriquecimiento significativo en SNPs en regiones diferencialmente metiladas (DMRs) en comparación con el fondo genético. Además es específico para cada tipo celular, demostrando una distribución no aleatoria de los SNPs.
Otros estudios basados en la localización de nuevos SNPs a lo largo del genoma por técnicas de secuenciación de alto rendimiento han permitido, por exploración de patrones de variación y construcción de metaperfiles, acotar zonas del genoma de alto contenido en posiciones potencialmente intolerantes al cambio que podrían verse alteradas aumentando el riesgo a padecer una situación patológica.
Algunas de las aplicaciones actuales de los SNPs son:
- Los estudios de asociación que  pueden determinar si una variante genética está asociada con una enfermedad o un rasgo.[13]
- El mapeo de haplotipos: conjuntos de alelos o secuencias de ADN que pueden agruparse para que un solo SNP pueda identificar muchos SNPs vinculados.
- Linkage Disequilibrium (LD): es un término utilizado en la genética de poblaciones, indica la asociación no aleatoria de alelos en dos o más loci, no necesariamente en el mismo cromosoma.
- Una etiqueta SNP es un polimorfismo representativo de un solo nucleótido (SNP) en una región del genoma con alto desequilibrio de ligamiento (la asociación no aleatoria de alelos en dos o más loci). Estas etiquetas permiten que miles de SNPs sean genotipados.[14]
- Estudios de asociación que pueden ser muy útiles para analizar cuales de las enfermedades en el adulto (tanto metabólicas como cardiovasculares) presentan correlación con valores bajos de peso al nacer mediante el estudio de estas variaciones en la secuencia de DNA.[15]

## Bases de datos
Existen bases de datos bioinformáticas de SNPs al igual que la hay de genes o proteínas. Las más importantes son:
- dbSNP: base de datos global de todos los SNPs. Está contenida en NCBI (del inglés, National Center for Biotechnology Information).
- HapMap: mapa de SNPs marcadores, también conocidos como tagging-SNPs.
- SNP500: base de datos de SNPs relacionados con cáncer. Se pretende conocer el suficiente número de SNPs implicados en esta enfermedad para diseñar un microarray que permita estudiar la predisposición al cáncer de forma más económica.
- EGP (del inglés, Environmental Genome Project): esta base de datos contiene SNPs que se saben relacionados con la interacción con estímulos ambientales.
- Seattle SNPs: relacionados con la inflamación, coagulación y enfermedades cardiopulmonares.
- HGMD (del inglés, Human Gene Mutation Database): recoge SNPs asociados a enfermedades en general.
- SNPedia: es una base de datos de estilo similar a la Wikipedia que aporta información, interpretación y análisis sobre los SNPs.

## Predicción del efecto de los SNP
Un importante grupo de SNP son aquellos que corresponden a mutaciones con cambio de sentido que modifican la secuencia aminoacídica. Las mutaciones puntuales con cambio de residuo pueden tener distinto efecto en la función proteica (desde ninguna alteración hasta pérdida total de función). De esta manera, lo más habitual es que la sustitución de un aminoácido por otro de similar tamaño y propiedades fisicoquímicas (como el cambio de leucina por valina) tenga un efecto atenuado sobre la funcionalidad proteica, mientras que si el SNP afecta a los aminoácidos clave en el mantenimiento de la estructura secundaria (como el cambio de una prolina en una α-hélice), suele tener graves consecuencias. Sobre la base de ello, resulta interesante predecir los efectos que un determinado SNP tendrá sobre la correspondiente proteína a la hora de diseñar experimentos de ingeniería genética o técnicas de diagnóstico molecular. De esta forma, se han desarrollado con dicho objetivo una serie de programas y aplicaciones informáticas entre los que destacan los siguientes:
- SIFT
- PolyPhen-2
- PredictSNP
- MutationTaster

## SNPs o STRs
A pesar de su elevado costo de detección, los marcadores STR (Short Tandem Repeat) han permanecido como uno de los principales métodos en todas las áreas de genética molecular durante la década de los 90, así como a principios del siglo 21. Sin embargo, durante los últimos 5 años, la hegemonía de esta técnica se ha visto perjudicada por los marcadores SNPs. Algunas de las ventajas que presenta esta técnica incipiente frente a su predecesora serían que presenta mayor rapidez y resolución, es más simple y más fácil de puntuar (3 posibles genotipos por ensayo frente a los 40 posibles genotipos por ensayo de los STR). Además, los marcadores SNPs suponen una técnica más barata que su competidor.
Por otro lado, es importante distinguir por qué se usan SNPs en un análisis de asociación en vez de un STR. En un análisis de asociación como GWA, se busca conocer si un SNP está asociado positiva o negativamente a una enfermedad, para ver si existe una predisposición a esta o no. Mientras que en análisis en los que se usan STRs se busca un alelo con alta heredabilidad y un gran impacto en el desarrollo de una enfermedad. 

## Nomenclatura
Debido a la gran cantidad de posibles variantes que pueden existir de un único SNP, su nomenclatura es bastante confusa. Una aproximación es escribir el SNP con un prefijo seguido de un punto y de un signo "mayor que" separando la versión silvestre del nucleótido o aminoácido mutado; por ejemplo, c.76A>T. De todos modos, en la mayoría de los casos cuando se hace referencia a un SNP es sobre la base de su número rs de la base de datos dbSNP rs number.

## Ejemplos
Entre la gran variedad de SNP que existen, mostraremos algunos a modo de ejemplo para luego mostrar la asociación entre una patología y numerosos SNPs lo cual nos indica que puede haber multitud de SNPs asociados a una misma enfermedad:
- rs6311 y rs6313, SNP en el gen HTR2A (receptor de serotonina) del cromosoma 13 humano.[16]
- Un SNP en el gen F5 es responsable de un tipo de trombosis debido a la presencia del factor V Leiden.[17]
- rs3091244 es un ejemplo de SNP trialélico en el gen CRP (relacionado con procesos de inflamación) del cromosoma 1 en humanos.[18]
- El gen TAS2R38 determina la percepción del sabor de la feniltiocarbamida y tiene descritos hasta seis SNP.[19]

Dentro de diversas patologías , como es el cáncer de páncreas, pueden existir numerosos SNPs que se consideran factores de riesgo para padecer la enfermedad, a modo de ejemplo vamos a nombrar algunos SNPs implicados en el riesgo cáncer de páncreas y los genes relacionados:
- Rs6971499 situado en un intrón de LINC-PINT(long intergenicnon-protein coding RNA, p53 induced transcript).

- Rs9581943 en PDX1 , el cual tiene un rol importante en el desarrollo embrionario del páncreas, en la diferenciación del páncreas exocrino y la regulación de la función de las células beta del páncreas endocrino

- Rs16986825 en ZNRF3 codificando una proteína ligasa de un regulador negativo de WNT.

- Rs1561927 en una región no génica entre PVT1 and LINC00977. Pero su desequilibrio de ligamiento está asociado con otro SNPs implicado en cáncer ovárico

- Rs2736098 en el segundo exón de TERT, encargado de la subunidad catalítica de la telomerasa transcriptasa reversa y por tanto participa en el mantenimiento de la integridad cromosómica.

- Rs7190458 en el último exón de BCAR1. La proteína adaptadora BCAR1 coordina el ciclo celular, organización del citoesqueleto y migración celular.

La presencia de estos SNPs incrementa considerablemente el riesgo a padecer cáncer de páncreas.